# Oliver Junge
Oliver Junge (* 1968 in Neumünster) ist ein deutscher Mathematiker und derzeit Professor für die Numerik komplexer Systeme an der TU München. Seine Arbeitsgebiete sind die Numerik dynamischer Systeme, Ergodentheorie und die optimale Steuerung.

## Leben und wissenschaftliches Werk
Oliver Junge studierte von 1989 bis 1995 Mathematik an der TU Darmstadt, der Universität Bordeaux I und der Universität Hamburg. Anschließend war er wissenschaftlicher Mitarbeiter an den Universitäten Bayreuth und Darmstadt, wo er 1999 bei Michael Dellnitz zum Thema Mengenorientierte Methoden zur numerischen Analyse dynamischer Systeme promovierte. 2000 war er als Visiting Scientist am Center for Dynamical Systems and Nonlinear Studies der Georgia Tech und anschließend bis 2003 wissenschaftlicher Assistent wiederum an der Universität Paderborn, wo er dann auch bis 2005 eine Juniorprofessor innehatte. In diesem Jahr nahm er eine Professur für angewandte Mathematik an der TU München an. Dort wurde er 2010 zum Professor für das Fachgebiet Numerik komplexer Systeme ernannt. Seit 2022 ist er stellvertretender Leiter des Department of Mathematics.
Ein wesentlicher Teil der Arbeit von Oliver Junge beschäftigt sich mit mengenorientierten Methoden für dynamische Systeme. Ziel ist es dabei globale Aussagen über das System zu finden, ohne dafür Trajektorien berechnen zu müssen. Gesucht werden zum Beispiel invariante Mannigfaltigkeiten oder globale Attraktoren des Systems, die es ermöglichen das globale Verhalten zu charakterisieren. Er ist Koautor des Packets GAIO (Global Analysis of Invariant Objects), das es ermöglicht solche Objekte numerisch zu berechnen. Aufbauend auf die Berechnung dieser Objekte versucht er unter anderem mit topologischen Methoden genauere Informationen über die Dynamik des Systems zu finden.
Aufbauend auf diesen Methoden beschäftigt sich Junge auch mit der Entwicklung von Algorithmen zur optimalen Steuerung von dynamischen Systemen. Diese haben den Vorteil robust gegen kleine Störungen zu sein.
Neuere Arbeiten beschäftigen sich mit Transferoperatoren und ihrer Anwendung in der Moleküldynamik.
Oliver Junge ist verheiratet und hat drei Kinder.

## Ausgewählte Veröffentlichungen
Forschungsartikel
- M. Dellnitz, A. Hohmann, O. Junge und M. Rumpf, Exploring invariant sets and invariant measures, CHAOS: An Interdisciplinary Journal of Nonlinear Science, 7 (2), 1997.
- M. Dellnitz und O. Junge, On the approximation of complicated dynamical behavior, SIAM Journal on Numerical Analysis, 36 (2), 1999.
- O. Junge, An adaptive subdivision technique for the approximation of attractors and invariant measures: Proof of convergence, Dynamical Systems, 16 (3), 2001.
- M. Dellnitz, G. Froyland, und O. Junge, The algorithms behind GAIO – Set oriented numerical methods for dynamical systems, B. Fiedler (ed.): Ergodic theory, analysis, and efficient simulation of dynamical systems, Springer, 2001.
- M. Dellnitz, O. Junge, M. Lo und B. Thiere, On the detection of energetically efficient trajectories for spacecraft, AAS/AIAA Astrodynamics Specialist Conference, Quebec City, 2001.
- S. Day, O. Junge, und K. Mischaikow, A Rigorous Numerical Method for the Global Analysis of Infinite Dimensional Discrete Dynamical Systems, SIAM Journal on Applied Dynamical Systems, 3 (2), 2004.
- O. Junge und H. Osinga, A set oriented approach to global optimal control, ESAIM: Control, Optimisation and Calculus of Variations, 10 (2), 2004.
- S. Day, O. Junge, und K. Mischaikow, Towards automized chaos verification, Proceedings of the International Conference on Differential Equations, 2005.
- A. Baker, M. Dellnitz, und O. Junge, A topological method for rigorously computing periodic orbits using Fourier modes, Discrete and Continuous Dynamical Systems, 13 (4), 2005.
- L. Grüne und O. Junge, A set oriented approach to optimal feedback stabilization, Systems and Control Letters, 54 (2):169-180, 2005.
- M. Dellnitz, O. Junge, M. Post und B. Thiere, On target for Venus – set oriented computation of energy efficient low thrust trajectories, Celestial Mechanics and Dynamical Astronomy, 95 (1-4), 2006.
- L. Grüne und O. Junge, Global optimal control of perturbed systems, Journal of Optimization Theory and Applications, 136 (3), 2008.
- O. Junge und P. Koltai, Discretization of the Frobenius-Perron operator using a sparse Haar tensor basis – the Sparse Ulam method, SIAM Journal of Numerical Analysis, 47 (5), 2009.

Lehrbuch
- zus. mit Lars Grüne: Gewöhnliche Differentialgleichungen – Eine Einführung aus der Perspektive der dynamischen Systeme, Vieweg+Teubner 2008, ISBN 978-3-8348-0381-8.